# Ditech
Ditech staat voor: Direct Injection Technology. 
Dit is een brandstofinjectiesysteem van de motorfietsfabrikant Aprilia (gepresenteerd in 1999) voor tweetaktmotoren
Het zorgt voor een vermindering in het brandstofverbruik met 40 %, waarbij de uitstoot van schadelijke gassen met 80% afneemt. Bovendien wordt door de scheiding van olie en benzine een beter smeerfilm in het blok verkregen. Ditech is gebaseerd op OCP. Aprilia was in 1999 ook bezig een vergelijkbaar systeem voor viertaktmotoren te ontwikkelen.